# 奧爾布河 (齊爾河支流)
46°44′15″N 6°33′47″E / 46.73753°N 6.56317°E

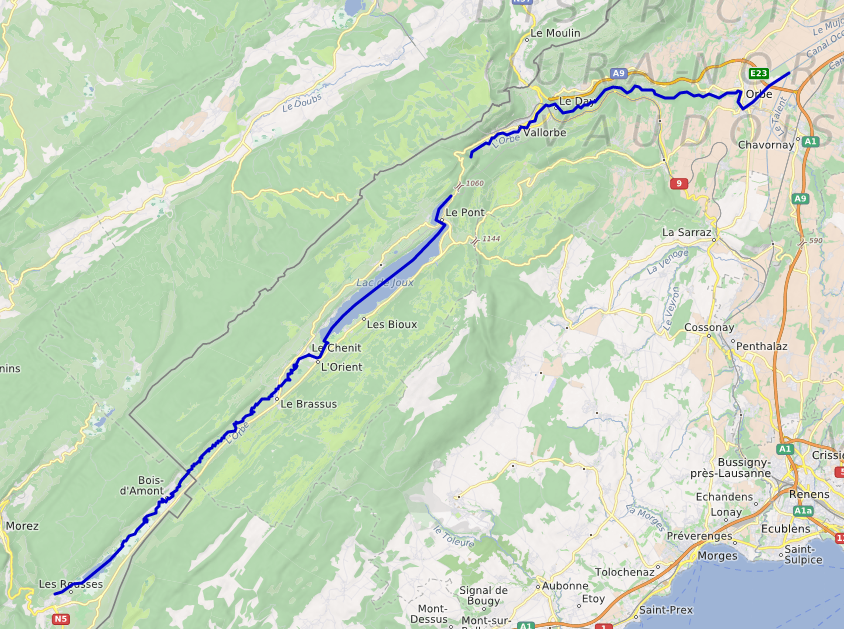

奧爾布河（Orbe）是西歐莱茵河流域的河流，處於汝拉山地區，發源自萊魯斯附近，流經法國和瑞士，河道全長63.5公里，流域面積346平方公里，屬於齊爾河的左支流。